# Projet Bamisa
Le Projet Bamisa est un projet de santé publique, qui a pour objectif de contribuer à lutter contre la malnutrition dans les pays tropicaux en particulier africains, en lien avec les structures de santé des pays. BAMISA est l'acronyme de Bouillie Amylasée de mil (ou maïs), soja, arachide. Le projet BAMISA a été créé en 2009 par le Dr François Laurent, fondateur du Projet Misola en 1982. Le projet Bamisa est actif en Côte d'Ivoire, au Tchad, au Burkina Faso au Cameroun au Sénégal, au Niger, en RCA.
Le projet Bamisa se concrétise par la préparation de bouillies épaisses de haute densité énergétique, liquéfiées avec du malt, ou une autre amylase locale. La bouillie est fabriquée à partir d'une farine diététique infantile riche en protéines, fabriquée localement selon une procédure libre de droit. La bouillie BAMISA entre dans la catégorie des BAL-120 (Bouillie Amylasée Locale à 120 Kcal/100 ml). Elle constitue un aliment de complément à l'allaitement maternel destiné à la prise en charge thérapeutique et préventive de la malnutrition infantile. La bouillie Bamisa est également utilisable par les femmes enceintes et allaitantes, les adultes dénutris (VIH+).  
La farine Bamisa se compose de céréales cultivées localement (mil ou maïs, soja et arachide). Elle est préparée selon des procédés artisanaux très simples, maîtrisables par une famille. 
Le Projet Bamisa s'appuie sur un réseau d'associations féminines locales qui développent des Activités Génératrices de Revenus (AGR). Il constitue un projet de développement durable et de prévention durable des malnutritions.
Localement, les associations qui développent le Projet Bamisa mettent à disposition des populations locales de la farine ou de la bouillie Bamisa pour qu'elles l'achètent, ou en bénéficient à travers des programmes humanitaires associatifs ou institutionnels 
Le Projet est géré en France par l'Association de Promotion du Projet Bamisa (APPB), en partenariat avec des associations du Nord et du Sud. L’APPB a pour objectif de promouvoir le projet BAMiSA. L’APPB entend également développer l’aspect Santé Publique du Projet par l’Education Nutritionnelle et la promotion des Groupes de Fabrication Communautaire (GFC).
La marque Bamisa est déposée à l’Institut National de la Propriété Industrielle (INPI) et à l’Organisation Africaine de la Propriété Industrielle (OAPI).